# Comana (Giurgiu)
Pour les articles homonymes, voir Comana.
Comana est une commune du județ de Giurgiu en Roumanie.